# Мајци
Мајци су тврдокрилци из породице Meloidae, а понекад их називају и мајске бубе. Наравно, мај је време појављивања тек појединих врста из ове фамилије. Оно што је заједничко овим врстама јесте што у одбрани луче једињење кантаридин које код људи може изазвати пликове. У свету је познато око 7.500 врста а у Србији је забележено тек 35, мада је реално да тај број буде већи. Многе врсте су упадљиве и имају апосематску обојеност која потенцијалним грабљивцима указују да су отровне.

## Биологија
Развој мајака сачињава неколико ларвених фаза. Ларве се хране инсектима и претежно нападају пчеле, мада се малобројне врсте хране јајима скакаваца. Одрасли инсекти се понекад хране цветовима и лишћем биљака разнородних фамилија као што су  Amaranthaceae, Asteraceae, Fabaceae и Solanaceae.

## Отровност и медицинска примена
Кантаридин, отровно једињење изазива пликове на кожи, а лучи се као одбрамбено средство. У медицини се користи за уклањање брадавица и за ту сврху се скупља још од античких времена од врста из родова Mylabris и Lytta, нарочито од најпознатије врсте шпанска мушица (Lytta vesicatoria), мада она истини за вољу није ни шпанска, ни мушица већ тврдокрилац из ове фамилије.
У највећем роду у овој породици, Epicauta, многе врсте су отровне за коње. Уколико коњ поједе свега неколико тих буба док пасе луцерку, то се може показати смртоносним.